# Vernonia cumingiana
Vernonia cumingiana là một loài thực vật có hoa trong họ Cúc. Loài này được Benth. miêu tả khoa học đầu tiên năm 1852.